# Algyroides
Algyroides és un gènere de sauròpsids (rèptils) escatosos pertanyents a la família Lacertidae.